# Szeberényi Gusztáv
Szeberényi Gusztáv Adolf (Kohanóc, 1816. október 8. – Békéscsaba, 1890. augusztus 19.) teológiai doktor, a Bányai evangélikus egyházkerület püspöke 1872-től haláláig, főrend, országgyűlési képviselő, Szeberényi János püspök fia, Szeberényi Lajos Zsigmond apja, Szeberényi János Mihály bátyja, Szeberényi Andor unokatestvére.

## Élete
Kohanócon (Trencsén megye) született, ahol apja, dr. Szeberényi János lelkész volt, aki 1819-ben Selmecbányára hivatván szlovák lelkésznek, fia is ott végezte középiskoláit. A nyári szünidők alatt Szecsődön sajátította el a magyar nyelvet; a család körében a társalgási nyelv német volt. A selmeci líceumban a Homokay Pál által alapított magyar egyletnek is tagja volt. 1835-től Pozsonyban folytatta tanulását; ahonnét a teológiai tanfolyam bevégzése után 1838-ban külföldre ment és május 11-én a jénai egyetem hallgatói közé lépett. 1840-ben tért vissza hazájába, ahol szintén három évi nevelősködés után 1843 elején apja mellett káplán és még ez évben egyházasmaróti lelkész lett. Innét 1853 júniusában Békéscsabára ment hasonló állásra, ahol 1867 elején a békési egyházmegye esperessé, 1872-ban pedig a bányai kerület püspökké választotta. 1870-ben a bécsi teológiai fakultástól tiszteletbeli teológiai doktori címet kapott.
Nevét Szeberini-nek is írta.

## Munkái
- Truchlořeč... (Gyászbeszéd Szemián Pál Benjamin felett) Gyula, 1858
- Kázeň... (Prédikáció az 1857. advent második vasárnapján) Uo. 1858
- Agenda. Pest, 1867 (szlovákul)
- Truchlořeč... (Gyászbeszéd Hawiar Dániel temetésén. Győry Vilmos magyar és Haan Lajos szlovák beszédével együtt) Pest, 1868
- Konfirmácziói tanítás. Bpest, 1876 (szlovákul)
- Luther kis kátéja. Uo. 1876 (Baltík Frigyessel, szlovákul)
- Kézi agenda (magyar, magyar-szlovák és magyar-német-szlovák kiadásban, 2. átdolg. kiadás Petrovics Soma által sajtó alá rendezve)
- Szeberényi János... superintendens. Uo. 1877 («Nagy papok életrajzá»-ban, melyet többekkel együtt írt. Ism. Századok. 1878)
- Predigt am Sarge des Julius Petz. Uo. 1882
- Válogatás Szeberényi Gusztáv Adolf írásaiból; szerk. Bakay Péter; Békéscsabai Evangélikus Egyházközség, Békéscsaba, 2012 (Evangélikus kéziratok)

Egybeállította «Az ág. h. ev. zsinat számára... elkészített Munkálatok»-at (1874); kiadta id. Szeberényi János «Vezérfonal a konfirmálandók oktatásában» cz. művét; dolgozott a Haan által szerkesztett Énekeskönyv 3. kiadásába.